# Daniel Ludlow Kuri
Lorenzo Daniel Ludlow Kuri (Pachuca de Soto, Hidalgo, 10 de agosto de 1961) es un político mexicano, de formación priista, hoy miembro del Partido Acción Nacional, ha sido funcionario del gobierno de Hidalgo y diputado federal de 2006 a 2009.
Es licenciado en Sistemas Computacionales egresado del Instituto Tecnológico y de Estudios Superiores de Monterrey, inicialmente se dedicó a actividades privadas dentro de empresas de su propiedad, posteriormente se integró a cargos en el gobierno de Hidalgo, en donde se desempeñó como secretario privado del gobernador priista  Manuel Ángel Núñez Soto, director general de Turismo, coordinador de la región 1 del estado y subsecretario de Turismo, durante esta época fue miembro del Partido Revolucionario Institucional, por el cual fue elegido en dos ocasiones diputado suplente al Congreso de Hidalgo, de 1993 a 1996 y de 2002 a 2005, además de 2000 a 2001 fue presidente del comité municipal del PRI en Pachuca.
En 2006 renunció a su militancia en el PRI y se unió al Partido Acción Nacional que lo postuló como candidato a diputado federal por el VI Distrito Electoral Federal de Hidalgo, triunfando en la elección para la LX Legislatura, en ella se desempeñó como secretario de la Comisión de Radio, Televisión y Cinematografía y como miembro de las comisiones de Hacienda y Crédito Público y de Turismo.
El 9 de septiembre de 2008 solicitó licencia como diputado federal para contender como candidato del PAN a Presidente Municipal de Pachuca y perdió.